# David Mikula
David Mikula (* 30. března 1983, Opava) je bývalý český fotbalový obránce a mládežnický reprezentant. Profesionální kariéru ukončil v roce 2020.

## Klubová kariéra
Mikula s fotbalem začal v SFC.

### SFC Opava
V roce 2001 byl zařazen do seniorských kategorií. Debut v nejvyšší soutěži si připsal dne 25. listopadu 2001 proti FC Brno, který skončil opavskou výhrou 2:1. Ke konci angažmá hrál v B-týmu.

### TJ Tatran Jakubčovice
V létě 2005 přestoupil do Jakubčovic, se kterými vyhrál MSFL 2005/06.

### FK Dukla Praha
Dne 17. července 2007 přestoupil do pražské Dukly, se kterou vyhrál 2. ligu. Z Dukly krátce kvůli malému vytížení hostoval v Opavě.

### MFK Karviná
V červenci 2012 přišel do Karviné, ve které byl i kapitánem.

### SFC Opava (návrat)
Na stálo se po dvou letech vrátil do Opavy. Po jedné sezoně v klubu šel hostovat do Vítkovic, se kterými vyhrál MSFL 2015/16.

### MFK Vítkovice
Dne 1. srpna 2016 přestoupil do Vítkovic. Odehrál zde celkem 109 zápasů a vstřelil 2 branky.

### SC Pustá Polom
Aktivní kariéru završil v Pusté Polomi, kde za 2 roky odehrál 12 zápasů.

## Reprezentační kariéra
Mikula taktéž krátce reprezentoval Česko v mládežnických kategoriích U19 a U20.

## Trenérská kariéra

### Slezský FC Opava
Mezi lety 2020-2022 byl asistent trenéra v mládežnických kategoriích i A-týmu Opavy.

### FC Silon Táborsko
Asistenta trenéra zastával v Táborsku necelé 3 měsíce.

### FK Pardubice
V září 2022 přišel do Pardubic, kde se setkal s bývalým trenérem Opavy či Táborska, Radoslavem Kováčem.

### FC Slovan Liberec
V létě 2024 odešel do Slovanu Liberec.